# 23855 Brandonshih
23855 Brandonshih este un asteroid din centura principală de asteroizi.

## Descriere
23855 Brandonshih este un asteroid din centura principală de asteroizi. A fost descoperit pe 14 septembrie 1998 la Socorro, New Mexico, în cadrul proiectului LINEAR. Asteroidul prezintă o orbită caracterizată de o semiaxă mare de 2,74 ua, o excentricitate de 0,10 și o înclinație de 5,9° în raport cu ecliptica.